# Teoria pustej Ziemi

Przekrój Ziemi przedstawiający „świat wewnętrzny” Atvatabar, z powieści science fiction Williama R. Bradshawa z 1892 pt. „Bogini Atvatabar”

Teoria pustej Ziemi – to koncepcja sugerująca, że planeta Ziemia jest całkowicie pusta w środku lub zawiera znaczną pustą przestrzeń wewnętrzną. Teoria była silnie popierana przez angielskiego astronoma Edmonda Halleya. Pod koniec XVIII wieku została definitywnie odrzucona przez świat naukowy po eksperymencie Schiehallion i od tego czasu  przetrwała jako popularna pseudonauka.

## Hipoteza

Budowa Ziemi według hipotezy Edmonda Halleya

Hipoteza pustej Ziemi była dyskutowana przez Platona. W XVII wieku Edmond Halley uważał, że Ziemia zbudowana jest z czterech sfer. Często przypisywane jest poparcie tej hipotezy Leonardowi Eulerowi. Matematyk jednak nigdy nie popierał tej teorii, a jedynie przeprowadził eksperyment myślowy. W mitologii wielu kultur wspomina się o podziemnych krainach ze słońcem, podobnie jak to ma miejsce na powierzchni Ziemi. Jules Verne opisał taki świat w Podróży do wnętrza Ziemi, chociaż tam jest mowa tylko o olbrzymiej grocie.